# صدف‌خوار ماژلان
صدف‌خوار ماژلان (نام علمی: Haematopus leucopodus) نام یک گونه از سرده صدف‌خوار است.